# Reliktflugor
Reliktflugor (Pseudopomyzidae) är en familj av tvåvingar. Reliktflugor ingår i ordningen tvåvingar, klassen egentliga insekter, fylumet leddjur och riket djur.
Familjen innehåller bara släktet Pseudopomyza.